# Lucas Brode
Lucas Brode (* um 1990) ist ein amerikanischer Fusion- und Improvisationsmusiker (Gitarre, Komposition), der auch als Tontechniker tätig ist.

## Wirken
Brode, der aus dem Hudson Valley stammt, spielte früh Gitarre, wobei er zunächst bei Punkstücken mitklimperte; auf der Highschool erhielt er erste Jazzkenntnisse. Zudem lernte er bei dem ghanaischen Meistertrommler Yacub Addy Perkussion zu spielen. Er absolvierte sein Bachelorstudium am Skidmore College.
Brode wurde in der Math-Rock-/Post-Rock-Hybridband Hannibal Montana bekannt. Er tritt häufig als Solist auf und leitet sein eigenes Trio. Er bildete Duos mit Calvin Weston (Flying Kites, 2015) sowie Kevin Shea und arbeitete zudem mit Daniel Carter, Luke Stewart, Fred Lonberg-Holm, The Antlers, Joe McPhee, Oneida, Hank Roberts, Kayo Dot, dem Richmond Avant Improv Collective (RAIC, Multiplicity) und der internationalen Psych-Rock-Band Perhaps (mit Mitgliedern von Acid Mothers Temple) zusammen.
Brodes Alben sind bei 577 Records, Cacophonous Revival Recordings, Riot Season Records, Important Records, Tompkins Square Records und Orb Tapes erschienen. Weiterhin lehrt er am Rye Arts Center.

## Diskographische Hinweise
- Spherule Trio: There Will Always Be Instruments (Orb 2023, mit Patrick Shiroishi, Kevin Sims)